# Adams (Ilocos Norte)
Adams é um município de  quinta classe de renda municipal (d) na província Ilocos Norte, nas Filipinas. De acordo com o censo de 1 de maio  de  2020 possui uma população de 2 189 pessoas e 516 domicílios.